# Davide Bellini
Davide Bellini (Carpi, 20 maggio 1969) è un ex pallavolista italiano.

## Carriera
Esperto palleggiatore, esordì ad alto livello con la Panini Modena, con cui vinse quattro scudetti consecutivi tra il 1985-86 e il 1988-89, oltre a due Coppe CEV e una Coppa Italia.
Nel corso degli anni novanta vestì le maglie di Gabbiano Virgilio (con cui ottenne una promozione in A1 nel 1990-91), Alpitour Cuneo, Edilcuoghi Ravenna, Colmark Brescia e Piaggio Roma, venendo convocato per tutto il decennio in Nazionale; con la maglia azzurra collezionò un totale di 142 presenze e la vittoria di quattro edizioni della World League.
Nel 2002-03 vinse una Coppa Italia con la maglia della Lube Banca Marche Macerata; nel 2005 vinse un campionato austriaco e una Coppa Nazionale con l'Hypo Tirol Innsbruck. Dopo due stagioni con la Yoga Forlì, con cui ottenne la promozione in A1 al termine del campionato 2007-08, ha firmato nel 2009 per la Sittam Carpi, club di Serie B2.
Il 6 luglio 2010 torna ad allenarsi in serie A2 con la Pallavolo Pineto, ma poi non se ne fece niente e si ritira.
Dal 2012 è allenatore-giocatore del Volleyball San Martino, squadra di San Martino in Rio militante in serie C dove perde i play-off. Nella stagione 2013-14 ottiene la promozione in serie B2, sempre con la squadra di San Martino in Rio. Nella stagione 2014-15 allena il Volley Sassuolo, squadra militante in serie B2, dove retrocede in serie C.

## Palmarès

### Nazionale (competizioni minori)
- Giochi del Mediterraneo 1991